# Łebskie Bagna
Łebskie Bagna este o arie protejată (sit de importanță comunitară — SCI) din Polonia întinsă pe o suprafață de 211,47 ha, integral pe uscat.

## Localizare
Centrul sitului Łebskie Bagna este situat la coordonatele 54°33′41″N 17°34′29″E / 54.5613°N 17.5748°E.

## Înființare
Situl Łebskie Bagna a fost declarat sit de importanță comunitară în septembrie 2006 pentru a proteja un număr necunoscut de specii din flora spontană și fauna sălbatică aflate în arealul zonei.

## Biodiversitate
Situată în ecoregiunea continentală, aria protejată conține 5 habitate naturale: Lacuri și iazuri distrofice naturale, Turbării active, Mlaștini oligotrofe degradate, capabile încă de regenerare naturală, Mlaștini turboase de tranziție și turbării mișcătoare, Mlaștini împădurite.
La baza desemnării sitului se află un număr nedeclarat de specii protejate.